# Włodzimierz Budarkiewicz
Włodzimierz Budarkiewicz ps. „Podkowa” (ur. 18 listopada 1903 w Turzcu, zm. 18 lutego 2000) – pułkownik Wojska Polskiego, kawaler Orderu Virtuti Militari.

## Życiorys
Ukończył Szkołę Ludową w Turzcu. W czasie I wojny światowej, w 1915 wyjechał z rodziną do Piotrogrodu i tam wstąpił do gimnazjum. Po powrocie w 1918 do kraju, kontynuował naukę w gimnazjum w Nieświeżu, które ukończył w 1923, uzyskując świadectwo dojrzałości.
W 1924 został powołany do służby wojskowej w 7 pułku strzelców konnych Wielkopolskich w Poznaniu. Po ukończeniu Szkoły Podchorążych Rezerwy Kawalerii w Poznaniu w 1925 został przyjęty do Oficerskiej Szkoły Kawalerii w Grudziądzu. 11 sierpnia 1927 Prezydent RP Ignacy Mościcki mianował go podporucznikiem ze starszeństwem z 15 sierpnia 1927 i 43. lokatą w korpusie oficerów kawalerii, a minister spraw wojskowych wcielił do 26 pułku ułanów w Baranowiczach. Z dniem 1 października 1933 został przeniesiony do Centrum Wyszkolenia Kawalerii w Grudziądzu. W styczniu następnego roku wrócił do macierzystego pułku. Na stopień rotmistrza został awansowany ze starszeństwem z 19 marca 1938 i 28. lokatą w korpusie oficerów kawalerii.
Podczas kampanii wrześniowej 1939 dowodził 4. szwadronem 26 pułku ułanów. 26 września został ranny. Po pobycie w szpitalu PCK w Samborze przedostał się w grudniu 1939 do Nowego Targu. W 1944 roku nawiązał kontakt z mjr. Adamem Stabrawą „Borowym” i został skierowany do oddziału partyzanckiego kpt. Juliana Zapały „Lamparta”. We wrześniu 1944 otrzymał nominacje na zastępcę dowódcy 1 pułku strzelców podhalańskich AK. Przed rozformowaniem pułku został awansowany do stopnia majora.
Po zakończeniu wojny ujawnił się i po odbyciu Kursu Oficerów Broni Pancernej w Modlinie, został przydzielony do 3 Samodzielnej Brygady Pancernej w Opolu. Po zreformowaniu Brygady został zastępcą dowódcy 6 pułku czołgów. W 1947 został zdemobilizowany i podjął pracę w Hucie Małapanew w Ozimku (woj. opolskie). W 1968 przeszedł na emeryturę.
Zmarł 18 lutego 2000. Został pochowany obok żony na cmentarzu komunalnym w Nowym Targu (kwatera 86A-1-48).
Włodzimierz Budarkiewicz był żonaty z Joanną Janiną „Janką” (1909–1997), córką Aleksandra, ziemianina i Alfredy (ur. 1879) Żdan. Z tego związku miał córkę Irenę Barbarę (ur. 1939) . Żona z córką i teściową zostały w lutym 1940 deportowane z Nowogródka do wsi Morozowka, w obwodzie aktiubińskim ówczesnej Kazachskiej SRR . Nieco wcześniej Aleksander Żdan został wywieziony z nieznanym kierunku, wszelki ślad po nim zaginął. Teściowa zmarła z wycieńczenia 25 marca 1941 . Żona z córką we wrześniu 1942 dotarła do Taszkentu, a następnie do Teheranu. We wrześniu 1946 wróciły do kraju.

## Ordery i odznaczenia
- Krzyż Srebrny Orderu Virtuti Militari[11] nr 12129
- Srebrny Krzyż Zasługi (22 maja 1939)[12]

## Twórczość
- Wspomnienia rotmistrza 26 (215) Pułku Ułanów Wielkopolskich im. hetmana Karola Chodkiewicza. Nowy Targ: 1988.